# Tenthredo moniliata
Tenthredo moniliata är en stekelart som beskrevs av Johann Christoph Friedrich Klug 1817. Tenthredo moniliata ingår i släktet Tenthredo, och familjen bladsteklar. Arten är reproducerande i Sverige.